# یادگیری سیار

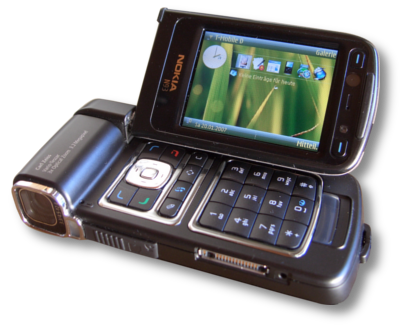
مشاهده ویدیو های آموزشی در موبایل

یادگیری سیار (به انگلیسی: Mobile learning (M-learning)) نظریهٔ جدیدی است که به تازگی در مجامع آموزشی مطرح شده‌است. قدیمی‌ترین تعریفی که از یادگیری سیار وجود دارد را کلارک کوین(۲۰۰۰)، ارائه داده است. از نظر وی یادگیری سیار نقطه تلاقی وسایل کامپیوتری سیار و یادگیری الکترونیکی است. این یادگیری باعث می‌شود تا شما در هر زمان که بخواهید به منابع دسترسی پیدا کنید. ظرفیت جستجوی بالا، تعاملات غنی، حمایت قوی از یادگیری مؤثر و ارزیابی مبتنی بر عملکرد، از ویژگی‌های دیگر یادگیری سیار است. به عبارتی یادگیری سیار، یادگیری الکترونیکی است که مستقل از زمان، مکان و فضاست.

## تعریف

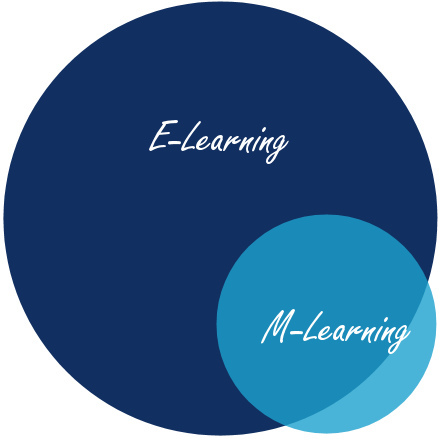
نمودار ون از یادگیری سیار و یادگیری الکترونیک

واوولاو شارپلز(۲۰۰۲)، در تعریف خود از یادگیری سیار، بر جنبه‌هایی که مشخصهٔ خدمات سیار هستند تأکید کرده‌اند، در حالیکه لیونگ و چن (۲۰۰۳)، بر ویژگی‌های مرتبط با زیر ساخت‌های ارتباطی مانند شبکه‌های بی سیم تمرکز کرده‌اند.
در تعریف دیگر آمده است، یادگیری سیار عبارت است از سهولت یادگیری و دسترسی به مواد آموزشی برای کاربران وسایل سیار از طریق یک رسانهٔ بی سیم (میلوا و همکاران، ۲۰۰۸). کیگان (۲۰۰۴) به‌طور عمده بر سهولت حرکت وسایل تأکید کرده‌است. وی در این رابطه می‌گوید که من یادگیری سیار را، ارائهٔ آموزش و یادگیری از طریق دستیارهای دیجیتال شخصی، پالم تاپ‌ها، ابزارهای دستی، تلفن‌های هوشمند و تلفن‌های همراه تعریف می‌کنم، یعنی وسایلی که به راحتی قابل حمل باشند. اِلای (۲۰۰۵)، نیز یادگیری سیار را به عنوان ارائه یادگیری از طریق وسایل سیار توصیف کرده‌است.

## مبانی نظری
نی اسمیت و همکاران (۲۰۰۴، به نقل از میلوا و همکاران، ۲۰۰۸)، در رابطه با دسته‌بندی مبانی فعالیت‌های یادگیری سیار می‌گویند، فعالیت‌های مبتنی بر یادگیری سیار به شش حیطه تقسیم می‌شود که چهار حوزهٔ آن به نظریه‌های یادگیری اساسی مربوط است. این نظریه‌ها عبارتند از: رفتارگرایی، ساختن گرایی، موقعیتی و مشارکتی. دو حوزه دیگر عبارتند از یادگیری غیررسمی و مادام العمر و یادگیری و آموزش حمایت شده که بیشتر با زمینه و کاربرد ارتباط دارند. از این شش رویکرد، رویکرد ساختن گرایی بر حسب توصیفی که از یادگیری دارد، برای یادگیری سیار مفید تر است. رفتارگرایی تنها به ارتباط بین عمل دانش آموز و پاسخ منفعلانه توجه دارد. رویکردهای موقعیتی و مشارکتی نیز بیشتر مربوط به روش‌هایی هست که یادگیری در آن‌ها معمولاً به یک فعالیت ساختن گرایانه منجر می‌شود (همان منبع). اُمالی و همکاران (۲۰۰۵)، نیز در مقالهٔ خود به همین تقسیم‌بندی اشاره کرده‌اند و کاربردهای این نظریه‌ها را در یادگیری سیار مورد بحث قرار داده‌اند.

## مزایا
- تلاش برای ایجاد جوامعی بدون معضل بی سوادی در شهرها و روستاها
- اجتناب از بی سوادی در کشورهای پرجمعیت و فقیر که قادر به تهیهٔ محیط‌های آموزشی، تجهیزات و امکانات زیربنایی نیستند
- افزایش فرصت‌های مطالعهٔ پاره وقت و به تعبیر دیگر مطالعهٔ در حال کار
- اتصال نواحی روستایی که قادر به دریافت یادگیری الکترونیکی نیستند به جامعهٔ یادگیری سیار
- صرفه جویی در هزینه از نظر پرداخت هزینه‌های اجاره یا خرید مکان‌های آموزشی
- صرفه جویی در زمان و انرژی
- ارائه فرصت ادامه تحصیلات عالی به زنان خانه دار و بچه دار
- تلاش برای ریشه کنی نارسایی‌های آموزشی
- مرتفع کردن مشکل نقص تدریس مربیان و مدرسین
- افزایش ارتباطات و مشارکت به ویژه ارتباطات فرد به فرد
- کاربرد وسایل و ابزارهای آموزشی سبک و قابل حمل
- کسب دانش و مهارت‌هایی که در یک منطقه یا کشور وجود ندارد، از طریق اتصال به مناطق یا کشورهای دیگر
- تعیین نیازهای آموزشی مناطق مختلف به صورت فراگیر و ارائه مواد یادگیری منطبق با آن نیازها
- تشویق و ترویج یادگیری مشارکتی در کلاس
- کارآمد ساختن و تسهیل فرایند یادداشت برداری و یادداشت سازی
- تسهیل بازیابی اطلاعات و یادداشت‌ها در هر زمان ومکان جهت تأمل و بازنگری بیشتر
- تلاش در کاهش بحران خشونت و تبعیض در مراکز آموزشی
- جلوگیری از مشکل مردود شدن دانش آموزان
- افزایش رغبت دانش آموزان به تحصیل و فضای مدرسه
- افزایش تعامل بین یادگیرندگان با یکدیگر و با استادان و استادان با یکدیگر
- حمایت از یادگیری مادام العمر و خود هدایت شده
- دسترسی به مواد و محتوای یادگیری در هر زمان ومکان
- هزینهٔ پائین دستگاه‌های سیار نسبت به سایر دستگاه‌های مورد استفاده در یادگیری

## چالش‌ها

### چالش‌های مربوط به مبنای نظری یادگیری سیار
بسیاری از منتقدان معتقدند که نظریهٔ ساختن گرایی مبنای روشن و واضحی ندارد. عدم وجود یک واقعیت عینی، دشواری ارزشیابی به دلیل عدم عینی بودن ملاک‌ها، عدم برنامه‌ریزی و طراحی قبلی باعث پذیرفته نشدن نظریه ساختن گرایی در یادگیری سیار می‌شود.

### چالش‌های مربوط به زیر ساختهای فنی، اقتصادی و فرهنگی جامعه
عدم سرمایه‌گذاری دولت‌ها در زمینهٔ یادگیری سیار، هزینه‌های بالای مکالمه و پیامک، هزینه‌های هنگفت در زمینهٔ دسترسی به اینترنت از طریق این وسایل، محدودیت پهنای باند و مسائل فرهنگی که در رابطه با پذیرش همگانی خدمات سیار در بعضی جوامع وجود دارد، کاربرد آن‌ها را کاهش می‌دهد.

### چالش‌های مربوط به مخالفت مراکز آموزشی، استادان، معلمان و والدین
نگاهی به تاریخچهٔ استفاده از تکنولوژی‌های مختلف در آموزش این نکته را روشن می‌سازد، که ورود هر تکنولوژی جدید به عرصهٔ آموزش، مخالفت‌ها و انتقادات زیادی به ویژه از سوی استادان، معلمان و والدین سنت گرا، را بدنبال داشته‌است. بدون شک این مخالفت‌ها درمیان والدین و معلمان کشورهای در حال توسعه بسیار شدیدتر هستند و آن‌ها به سختی یادگیری سیار را به رسمیت خواهند شناخت.

### چالش‌های مربوط به یادگیرندگانِ سیار
علاوه استفاده از این وسایل در یادگیری، نیاز به مهارت‌های فنی و شناختی دارد. مهارت فنی از این نظر که کاربران توانایی استفاده از وسایل را داشته باشند و قادر باشند از امکانات متنوع آن در موقعیت‌های مختلف استفاده کنند. مهارت شناختی از این نظر که یادگیرندهٔ سیار به اطلاعات فراوانی دسترسی دارد بنابراین باید قادر به شناخت و انتخاب صحیح اطلاعات مفید و نیز پردازش وتحلیل آن‌ها باشد. از طرفی یادگیرندگان سیار باید مهارت خود ارزشیابی و خودتنظیمی را در خود پرورش دهند تا بتوانند بدون تکیه به راهنمایی دیگران مطالب آموزشی را یاد گیرند. استفاده‌های نادرست و غیرآموزشی از وسایل، مشکلات فرهنگی اینترنت، خراب شدن دستگاه‌ها و افزایش هزینه‌ها کار آموزش و یادگیری را بیش از پیش دشوارتر می‌سازد. یکی دیگر از چالش‌ها بی اطلاعی دانش آموزان از قابلیت دستگاه‌های خود، در امر یادگیری یا عدم تمایل به کاربرد آن‌ها است.با توجه به شرایط حبس ناشی از ویروس کرونا، و برای اطمینان از تداوم آموزش برای دانشجویان، یادگیری سیار یک مولفه ضروری فناوری آموزشی در آموزش عالی محسوب می شود و این امکان را برای دانش آموزان فراهم می کند تا یاد بگیرند، همکاری کنند و ایده های خود را به اشتراک بگذارند.